# Óriástatu
Az óriástatu (Priodontes maximus) az emlősök (Mammalia) osztályának a páncélos vendégízületesek (Cingulata) rendjébe, ezen belül az övesállatok (Dasypodidae) családjába tartozó faj.
A Priodontes emlősnem egyetlen faja.

## Előfordulása
Az óriástatu a dél-amerikai esőerdőkben, valamint a Venezuelától Észak-Argentínáig húzódó füves területeken fordul elő. Peruban, Brazíliában, Suriname-ban és Kolumbiában levő nemzeti parkokban és rezervátumokban védettségnek örvend. A rezervátumokon kívül húsáért vadásszák.

## Megjelenése
Fej-törzshossza 75–100 centiméter, farokhossza 50 centiméter, testtömege átlagosan 18,7–32,5 kilogramm, de az 54 kilogrammot is elérheti. Szeme kicsi, az éjjeli aktivitásra alkalmas jó szaglása van. Bőre rendkívül durva, hátán és fején sávokba rendeződött csontos lemezek találhatók. Farka erős, páncéllal borított, támadás esetén védekezőeszközként szolgál. Mellső lábán 5 nagy karom van, ezekből a középső eléri a 20 centimétert. Karmait ásásra használja. A fiatal állat hasoldalán puha, rózsaszínű a bőr, ekkor több mint száz foga van, de felnőttkorára csaknem mind elveszti őket. A kilencöves tatuval ellentétben csak félig tud összegömbölyödni, ezért veszély esetén inkább elmenekül.

## Életmódja
Éjszaka aktív állat, naponta 19 órát is képes aludni. Magányosan kóborol, csak párzáskor találkoznak az állatok egymással. Táplálékkereséskor termeszeket és egyéb rovarokat, pókokat, férgeket, még kígyókat is felfal.

## Szaporodása
Egy alom összes állata egyetlen megtermékenyült petéből fejlődik ki. Ez a szaporodó mód az emlősök között ritkán fordul elő. Az alom összes tagjának azonosak a génjei. 1–2 kölyök jön a világra. Három évenként szaporodik.